# Letras

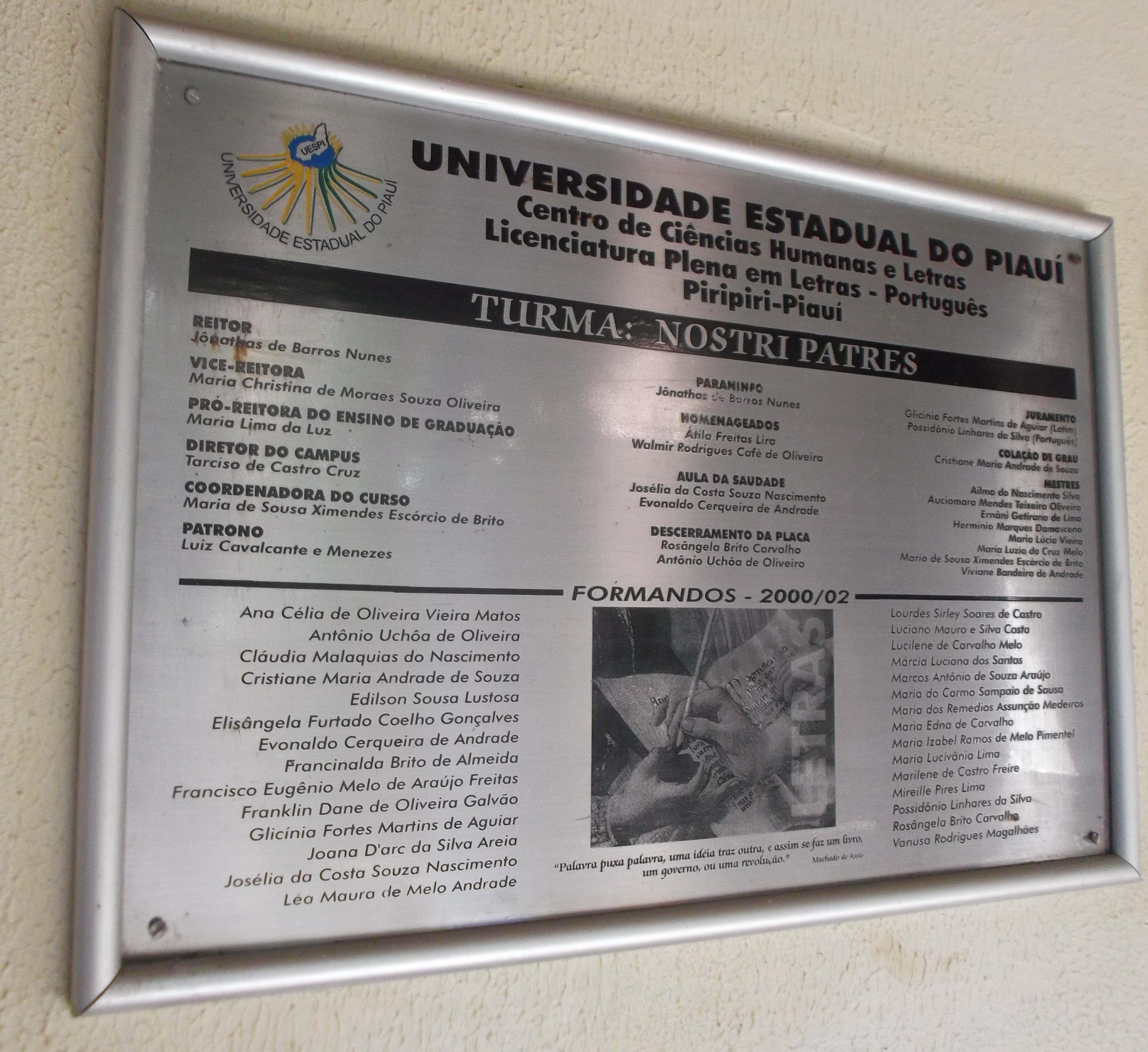
Placa de colação de grau, em Letras Português, na UESPI.

Letras é uma designação genérica que abrange as áreas científicas da Linguística (incluindo o ensino de línguas), dos Estudos literários, dos Estudos culturais, da História e da Filosofia. Estas áreas são normalmente investigadas e ensinadas nas faculdades de Letras e nos cursos superiores de Letras. O profissional de Letras é designado letrólogo.
Em Portugal, as faculdades de Letras incluem ainda a Geografia e incluíram, até finais dos anos 80, a Psicologia e as Ciências da Educação. A partir de meados dos anos 70, começou-se a usar o termo mais amplo de artes e humanidades ou ciências sociais e humanas.
O primeiro curso de Letras no Brasil foi oferecido em 1933, na então Faculdade de Filosofia, Ciências e Letras Sedes Sapientiae, que em 1946 se tornaria a Pontifícia Universidade Católica de São Paulo (PUC-SP).
O curso de Letras forma profissionais com domínio do uso das línguas que são objeto de seus estudos, por exemplo: língua portuguesa, língua inglesa, língua espanhola, língua francesa, língua alemã em relação a sua estrutura, funcionamento, literatura e manifestações culturais. O licenciado em Letras, além de ter consciência das variedades linguísticas e culturais, deve ser capaz de refletir teoricamente sobre a linguagem, de fazer uso de novas tecnologias e de compreender sua formação profissional como processo contínuo, autônomo e permanente, no qual a pesquisa e a extensão, além do ensino, devem estar articulados.
O curso de Letras é oferecido em duas modalidades: licenciatura e bacharelado. O licenciado em Letras estuda disciplinas de áreas pedagógicas e realiza estágio de docência. A finalidade do curso de licenciatura em Letras é formar pessoal habilitado a lecionar língua e literatura em todos os níveis de ensino. O bacharel em Letras, por sua vez, não recebe essa formação pedagógica e tem em sua grade curricular disciplinas do núcleo duro (linguística e literatura) com mais profundidade. A intenção do bacharelado em Letras é formar pessoal habilitado para trabalhar com tradução, redação de textos, revisão de textos, edição de textos e crítica literária.
O curso de licenciatura em Letras oferece possibilidade de graduação em diversas línguas como português, inglês ou espanhol. Em universidades maiores, há inclusive habilitações em línguas orientais como japonês e mandarim, línguas eslavas como polonês e russo e línguas clássicas como grego, aramaico e latim. O curso dispõe de disciplinas que giram ao redor das áreas de linguística e literatura.

## Características dos principais cursos de Letras do Brasil
Diversas universidades públicas e privadas oferecem cursos da área de Letras no Brasil. Seguem os resumos das ementas dos cursos de graduação de algumas universidades.
- Unesp Assis: Seu objetivo é formar docentes e pesquisadores nas diversas áreas: Linguística, Língua Portuguesa, Teoria Literária, Literatura Portuguesa e Brasileira, Línguas e Literaturas Estrangeiras: Inglês, Francês, Espanhol, Alemão, Italiano, Japonês e Latim. O curso de Letras proporciona, além do encaminhamento para pesquisa, habilitação para o magistério do ensino fundamental e médio. Oferecido pela Faculdade de Ciências e Letras de Assis (FCL) desde 1958, a formação fora pensada pelo crítico literário brasileiro, Antonio Candido, com a ideia de levar o conhecimento ao interior do estado de São Paulo.[2] Os alunos ingressantes têm a oportunidade de cursar a disciplina de Iniciação às Línguas Estrangeiras para, após o fim do semestre, escolherem qual o idioma desejado na dupla licenciatura. No curso, as disciplinas são divididas entre os Departamentos de Linguística, Literatura, Letras Modernas e Educação. A biblioteca do campi da Unesp Assis tem um vasto acervo na área de Ciências Humanas.

- Unicamp: O curso de Letras oferecido pelo Instituto de Estudos da Linguagem (IEL) da Unicamp mantém peculiaridades que o distinguem dos demais cursos de Letras do país. Ele é composto por disciplinas ministradas por docentes que atuam na área de Linguística, Linguística Aplicada e Teoria Literária. A divisão das disciplinas obrigatórias entre os três departamentos que compõem o IEL permite que, durante o curso, o aluno entre em contato com diferentes perspectivas de seu objeto de ensino e pesquisa: a linguagem. A teorização sobre a linguagem, não dissociada da prática, visa formar profissionais comprometidos com a constante reavaliação de seu trabalho profissional. Um componente forte do curso é a investigação científica. O objetivo de incentivar a pesquisa na Graduação é o de proporcionar que o aluno esteja preparado para, mesmo depois de formado, exercer sua profissão analiticamente. As línguas estrangeiras fazem parte do currículo, pois considera-se que seu aprendizado permite que o licenciando faça reflexões sobre a sua própria língua materna e sobre processos de ensinar/aprender. No ato da matrícula, o aluno deve escolher uma língua estrangeira entre inglês, francês, alemão, espanhol ou italiano, que deverá cursar como disciplina obrigatória por, no mínimo, quatro semestres. Além da obrigatória, o aluno ainda poderá cursar outras línguas estrangeiras como disciplinas eletivas.[3]

- PUC Rio de Janeiro: O Departamento de Letras da PUC-Rio caracteriza-se pela diversidade de opções apresentadas aos alunos de graduação. Esta diversidade, tanto em termos de disciplinas oferecidas, quanto em termos de alternativas profissionais, garante a aquisição de conhecimentos variados e diferentes possibilidades de inserção no mercado de trabalho. A maioria das disciplinas é comum às várias habilitações, o que permite uma maior integração entre os alunos e a possibilidade de concluir mais de uma habilitação sem aumento significativo de tempo despendido na Universidade. O currículo procura dosar o conhecimento teórico necessário para a boa formação dos alunos com o conhecimento prático da profissão. Estágios feitos pelos estudantes em quase todas as habilitações facilitam sua inserção no mercado de trabalho. Diversos tipos de pesquisa, muitas vezes remuneradas com apoio de órgãos financiadores e integradas a projetos ligados à pós-graduação, são desenvolvidos por alunos da graduação. O departamento conta com laboratórios próprios para o ensino de línguas estrangeiras, para atividades multimídia e para pesquisa em Psicolinguística. A fim de obter maior divulgação de suas pesquisas, inclusive daquelas realizadas por seus alunos e professores, mantém várias publicações e incentiva a organização de seminários e eventos variados. Também promove palestras de professores visitantes e profissionais ligados à área de Letras, como escritores, tradutores e diretores de centros culturais.[4]

- USP: O curso de Letras caracteriza-se por estabelecer uma reflexão crítica voltada para os fenômenos da linguagem em todas as suas manifestações. O graduado em Letras poderá, além de dedicar-se à docência no ensino de nível fundamental, médio ou superior e às atividades de pesquisa, vir a desempenhar outras funções na sociedade, como editoração, produção de textos, crítica literária, tradução e demais profissões que exigem conhecimento de línguas, prática em trabalhar com textos e conhecimento de culturas estrangeiras. O curso inicia-se com um ano básico, introdutório, destinado a fornecer elementos para a compreensão do funcionamento da linguagem humana e subsídios para as disciplinas que serão cursadas posteriormente. No fim do ano básico, o aluno, de acordo com critérios pré-estabelecidos, fará a opção pela área em que deseja habilitar-se. Poderá optar por uma habilitação simples, numa das seguintes especialidades: Português, Alemão, Árabe, Armênio, Chinês, Coreano, Espanhol, Francês, Grego, Hebraico, Inglês, Italiano, Japonês, Latim, Russo ou Linguística. Em todos os casos, o estudo de uma língua visa não apenas seu aprendizado, mas também a reflexão da sua literatura. O aluno poderá optar também por uma habilitação dupla, em Português e em uma Língua e Literatura Estrangeira, ou em Português e Linguística. A habilitação em Português é possibilitada e garantida a todos que desejarem fazê-la. O estudante pode se formar como bacharel e obter, ao mesmo tempo, o diploma de Licenciatura, desde que curse disciplinas na Faculdade de Educação e no próprio curso relacionadas à formação de Professores.[5]

- UFBA: O Instituto de Letras da UFBA oferece habilitações em três percursos formativos principais: o curso de Letras Vernáculas, o curso de Língua Estrangeira Moderna ou Clássica e a o curso de Letras Vernáculas e Língua Estrangeira Moderna ou Português como Língua Estrangeira. Os dois primeiros percursos oferecem duas habilitações: Licenciatura e Bacharelado. O curso de Letras, na modalidade licenciatura, tem como objetivo a formação do professor de português e/ou língua estrangeira para atuar no ensino fundamental e médio. Na modalidade bacharelado, o objetivo é a formação do pesquisador / tradutor / revisor, no campo da língua portuguesa e/ou literaturas de língua portuguesa, língua estrangeira e/ou literatura de língua estrangeira moderna (alemão, espanhol, francês, inglês e italiano) ou letras clássicas (grego e latim).[6]

- UFMG: O graduado da Faculdade de Letras da UFMG, ao final de seu curso, deve ter desenvolvido as seguintes habilidades específicas da área de Letras: o domínio do uso da língua portuguesa em sua variedade padrão, bem como compreensão crítica das variedades linguísticas, nas suas manifestações oral e escrita, nas perspectivas sincrônica e diacrônica; a compreensão crítica das condições de uso da linguagem, das restrições internas e externas das atividades discursivas, de seu uso e adequação em diferentes situações de comunicação, da  capacidade de reflexão sobre a linguagem como um fenômeno semiológico, psicológico, social, político e histórico; o domínio de línguas estrangeiras em suas diferentes modalidades, oral e escrita, nos registros formal e informal; o domínio teórico e crítico dos componentes fonológico, morfossintático, lexical e semântico de uma língua; o domínio de diferentes abordagens gramaticais; a compreensão do processo de aquisição da linguagem de modo a promover uma melhor compreensão dos problemas de ensino e aprendizagem da língua materna e de línguas estrangeiras; o domínio crítico de um repertório representativo de literaturas, brasileira e estrangeira; uma visão crítica e atualizada das perspectivas teóricas adotadas nas investigações linguísticas e literárias; uma preparação profissional atualizada, de acordo com a dinâmica do mercado de trabalho, incluindo a utilização dos recursos da informática; a consciência dos diferentes contextos culturais e interculturais e sua influência no funcionamento da linguagem, bem como para o ensino de competências linguísticas; o domínio dos conteúdos básicos que são objeto dos processos de ensino e aprendizagem no ensino fundamental e médio; o domínio das abordagens, métodos e técnicas pedagógicas que favoreçam a construção de conhecimentos para os diferentes níveis de ensino.[7]
- UFPR: O curso de Letras da UFPR oferece atualmente 54 diferentes habilitações, nas modalidades bacharelado e licenciatura, através de três departamentos: Departamento de Literatura e Linguística (DELLIN), Departamento de Letras Estrangeiras Modernas (DELEM) e Departamento de Polonês, Alemão e Letras Clásicas (DEPAC). No caso da licenciatura o aluno poderá optar pelas habilitações em Alemão, Espanhol, Francês, Inglês, Italiano, Japonês, Polonês e Português. Com exceção do Francês, Polonês e Japonês, há ainda a possibilidade de cursar uma língua estrangeira simultaneamente com a habilitação em Português. No caso do bacharelado o aluno poderá optar por Alemão, Espanhol, Francês, Grego, Inglês, Italiano, Latim, Português, Polonês e Japonês. Com exceção das habilitações em Japonês e Polonês, o aluno do bacharelado poderá optar por uma das três ênfases: Estudos Linguísticos, Estudos Literários e Estudos da Tradução (disponível apenas para o aluno que optar por habilitação dupla, Português + Língua Estrangeira). As habilitações em Japonês e Polonês não permitem habilitação dupla ou escolha de quaisquer das três ênfases.[8]
- PUCPR: O curso de Letras forma profissionais competentes para atuar em contextos de interação bilíngue (línguas portuguesa e inglesa), e tem como principal compromisso social a docência na Educação Básica, altamente comprometida com os estudantes como sujeitos de sua formação. O curso também oferece estratégias para ampliar a área de ação dos estudantes que, com uma formação complementar, poderão atuar como tradutores, revisores de textos, produtores de materiais didáticos e docentes de português como língua estrangeira. A instituição ainda oferece duas modalidades (Presencial e EAD) o curso é conceituado com nota 4 nas Avaliações do ENADE, MEC, GUIA DO ESTUDANTE e considerado o melhor nas IES privada.

### Pós-graduação
Na área da pós-graduação, alguns programas obtiveram nota máxima na avaliação da Coordenação de Aperfeiçoamento de Pessoal de Nível Superior (CAPES), cujos resultados foram divulgados em 2022: O Programa de Pós-graduação em Estudos de Literatura da Universidade Federal Fluminense (UFF), O Programa de Pós-graduação em Letras Vernáculas da Universidade Federal do Rio de Janeiro - UFRJ, O Programa de Pós-graduação em Letras da Universidade Presbiteriana Mackenzie (UPM), o Programa de Pós-Graduação em Letras da Pontifícia Universidade Católica do Rio Grande do Sul (PUC-RS) e o Programa de Pós-Graduação em Letras da Universidade Federal do Rio Grande do Sul (UFRGS), o Programa de Pós-Graduação em Linguística da Universidade Estadual de Campinas (Unicamp).

## Em Portugal
- Faculdade de Letras da Universidade de Coimbra (FLUC)
- Faculdade de Letras da Universidade de Lisboa (FLUL)
- Faculdade de Letras da Universidade do Porto (FLUP)